# Любиха
Любиха — деревня в Котельничском районе Кировской области в составе Котельничского сельского поселения.

## География
Располагается у южной окраины райцентра города Котельнич на юг от деревни Пузыренки.

## История
Известна с 1719 года как деревня Суслова, в 1764 году здесь учтены были 30 жителей. В 1873 году здесь (деревня Шалабановская или Веснины) было отмечено дворов 14 и жителей 88, в 1905 23 и 140, в 1926 (деревня Веснины или Шалабановская) 33 и 162, в 1950 41 и 130, в 1989 проживало 66 человек. Настоящее название утвердилось с 1950 года. Ныне имеет дачный характер.

## Население
Постоянное население  составляло 1 человек (русские 100%) в 2002 году, 0 в 2010.